# دودلي إم. دوبوز
دودلي إم. دوبوز هو محامي وسياسي أمريكي، ولد في 28 أكتوبر 1834 في مقاطعة شيلبي في الولايات المتحدة، وتوفي في 2 مارس 1883 في واشنطن في الولايات المتحدة. نشط حزبياً في الحزب الديمقراطي. وقد انتخب عضو مجلس النواب الأمريكي ‏.